# Gäddtjärnen (Älvdalens socken, Dalarna, 683216-139362)
Gäddtjärnen är en sjö i Älvdalens kommun i Dalarna och ingår i Dalälvens huvudavrinningsområde.